# Спетерешть
Спетерешть, Спетерешті (рум. Spătărești) — село у повіті Сучава в Румунії. Входить до складу комуни Финтина-Маре.
Село розташоване на відстані 332 км на північ від Бухареста, 25 км на південь від Сучави, 101 км на захід від Ясс.

## Населення
За даними перепису населення 2002 року у селі проживали 446 осіб, з них 443 особи (99,3%) румунів. Рідною мовою 443 особи (99,3%) назвали румунську.